# Makobo
Makobo är en ort (village) i distriktet Central i östra Botswana. 